# Jacob van Es

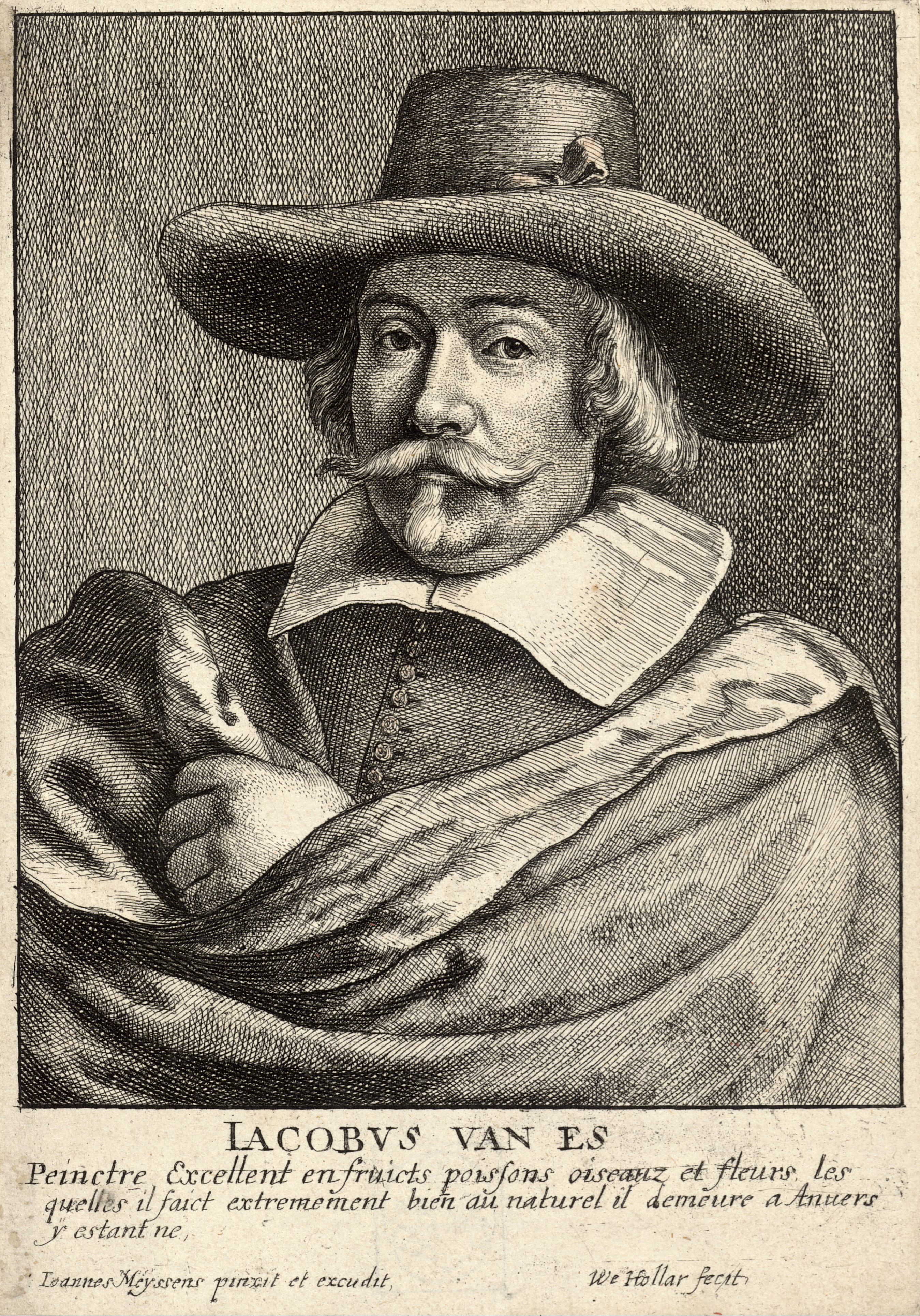
Jacob van Es, Kupferstich von Wenzel Hollar

Jacob Foppens van Es, auch Jacob Fopsen van Es oder Jacob Fossens van Essen (* um 1590/1596, wahrscheinlich in Antwerpen; begraben 11. März 1666 in Antwerpen) war ein flämischer Barockmaler, der vor allem für seine Stillleben von Speisen und Blumen bekannt war. Zusammen mit Osias Beert dem Älteren und Clara Peeters war er einer der führenden Vertreter der war er einer der führenden Vertreter der ersten Generation in der flämischen Stilllebenmalerei.

## Leben
Biografische Daten über das Leben von Jacob Foppens van Es sind rar. Die Inschrift auf einem von Wenzel Hollar nach einem Entwurf von Joannes Meyssens gestochenen Porträt von Foppens van Es besagt, dass er in Antwerpen geboren wurde. Es gibt keine dokumentarischen Belege, die seinen Geburtsort bestätigen. 1617 wurde er Meister der Antwerpener Lukasgilde. Die Tatsache, dass er nicht als Schüler bei der Lukasgilde registriert war, bevor er Meister wurde, deutet darauf hin, dass er wahrscheinlich außerhalb Antwerpens ausgebildet wurde.
Zum Zeitpunkt seiner Registrierung als Meister in Antwerpen war er bereits mit Joanna Claessens verheiratet, mit der er einen Sohn namens Nicolaas hatte. Nicolaas wurde 1648 Meister der Gilde. Eine Tochter Ursula wurde am 5. November 1623 in der Antwerpener St.-Jakobs-Kirche getauft.
Das Paar hatte insgesamt drei Söhne und drei Töchter. Bei der Anlage des Testaments im Jahr 1646 lebten von diesen noch Nicolaas, Ursula, Barbara und Deodaat. Die Tatsache, dass die Paten seiner Kinder prominente Künstler wie Jacob Jordaens, Cornelis Schut und Deodat del Monte waren, zeigt, dass er unter den führenden Antwerpener Künstlern eine angesehene Stellung einnahm. Sein Erfolg als Künstler wird dadurch belegt, dass Werke von ihm in vielen Antwerpener Sammlungen des 17. Jahrhunderts verzeichnet waren. Selbst das Inventar des führenden flämischen Barockmalers Peter Paul Rubens enthielt zwei seiner Werke.
Er war 50 Jahre lang in Antwerpen tätig. Zu seinen Schülern gehörten Jacob Gillis im Jahr 1621 und Jan van Tienen im Jahr 1623.
Er wurde am 11. März 1666 in Antwerpen begraben.

## Werke
Jacob Foppens van Es malte hauptsächlich Stillleben und insbesondere Stillleben mit Lebensmitteln. Sie zeigen typischerweise Obst, Fisch, Hummer, Austern, Muscheln, Käse, Schinken, Brot, Oliven, Zitronen und Orangen zusammen mit Gegenständen wie Glaswaren, Krügen und Silber. Gelegentlich finden sich in seinen Kompositionen auch Tiere wie Schmetterlinge, Vögel oder Eichhörnchen oder eine Blume. Seine Stillleben zeigen typischerweise eine willkürliche Ansammlung nicht zusammenhängender Gegenstände auf einem stark geneigten Tisch, wobei das Hauptaugenmerk auf der Realisierung einer reichen Farbigkeit liegt.

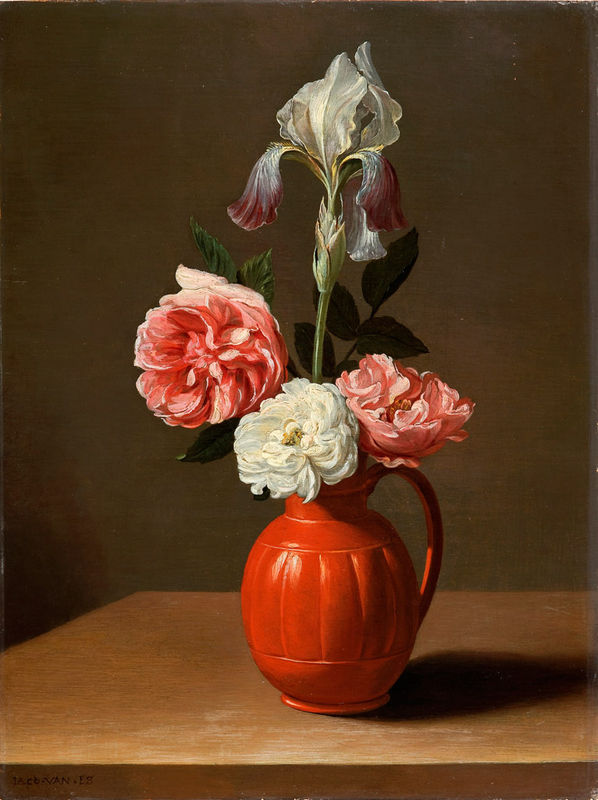
Iris und Rosen
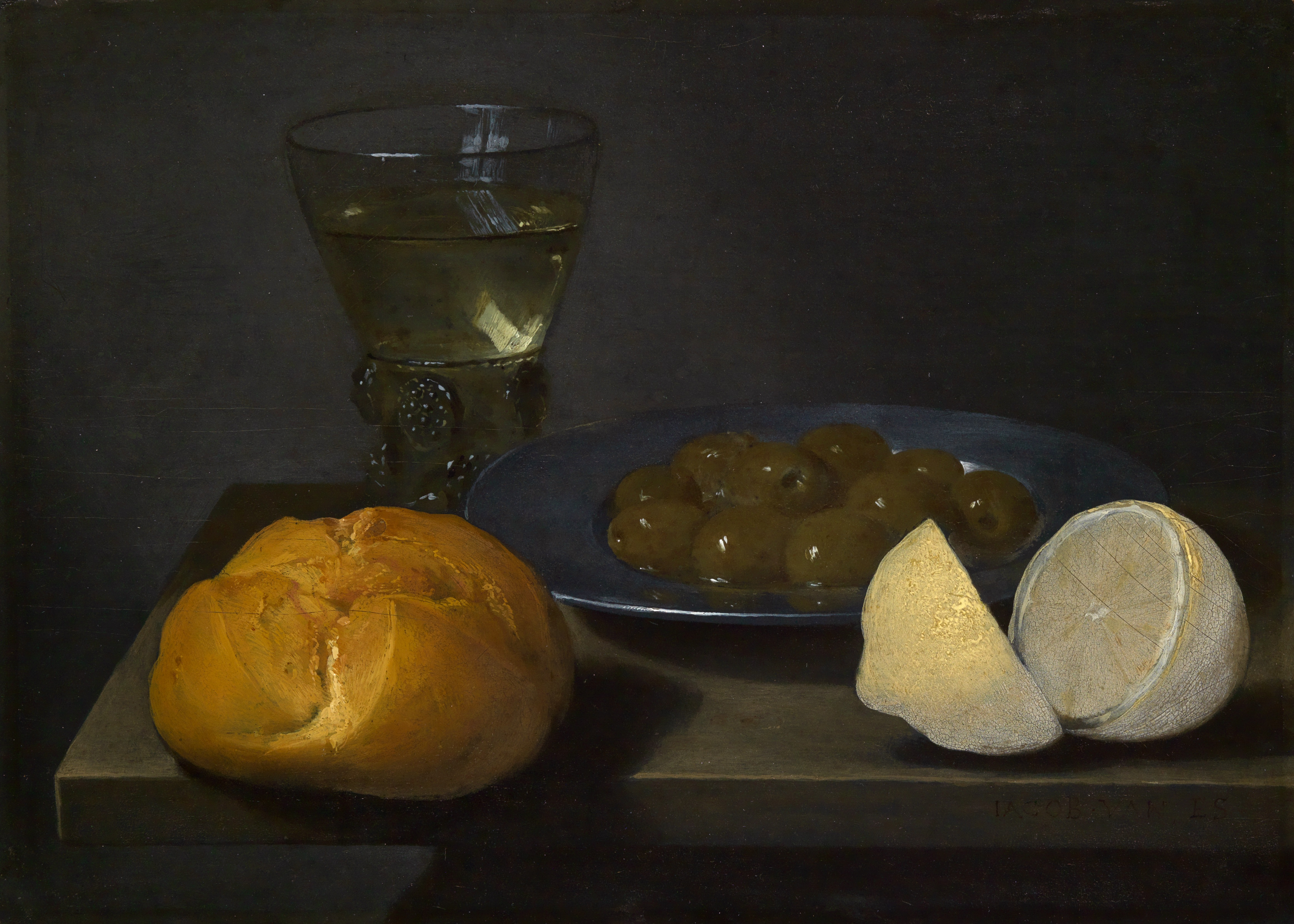
Frühstücksstillleben
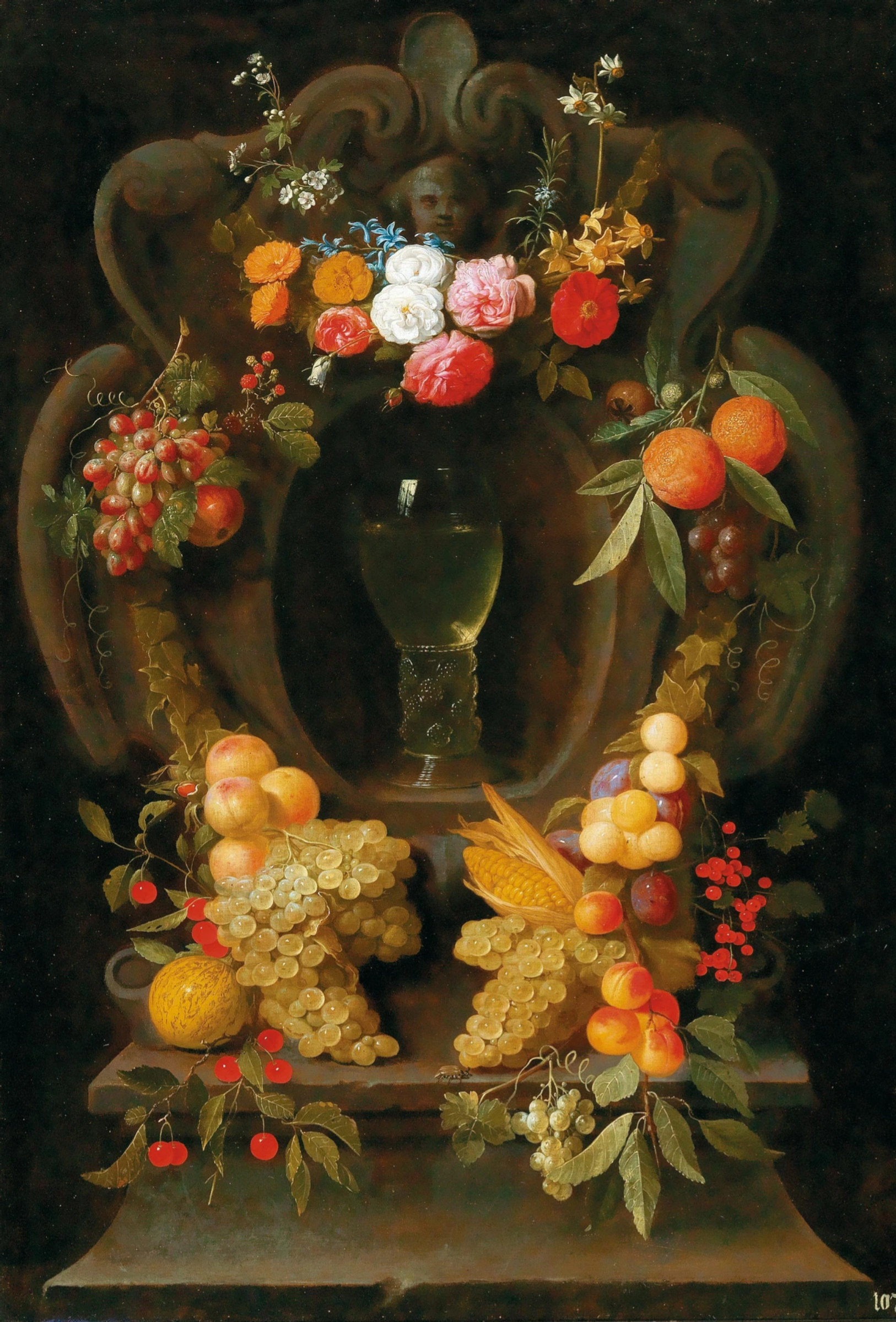
Girlande aus Obst und Blumen um eine Kartusche mit einem Glas Wein

Seine Stillleben sind im Allgemeinen archaisierend und folgen den kleinen Frühstücksstillleben der flämischen Meister Osias Beert und Clara Peeters. Später gerät er unter den Einfluss des niederländischen Stilllebenmalers Floris van Schooten. Seine Werke erlangen durch dramatische Beleuchtung und eine breite Palette von Farben ein Gefühl von Dreidimensionalität.
Er schuf auch etwa fünf bis sechs Blumenbilder, die von außergewöhnlicher Schlichtheit sind und originelle Farbkombinationen und eine kraftvolle Technik verwenden. Ein Beispiel ist Iris und Rosen (Fondation Custodia, Paris). Diese Komposition mit drei Rosen und einer Iris in einem Steingutkrug auf einem Holztisch ist von reizvoller Schlichtheit. Die extreme Einfachheit des Arrangements, die wenigen, perfekt aufeinander abgestimmten Farbtöne und der spontane, aber feste Pinselstrich machen die Tafel zu einer Ausnahme in der flämischen Stilllebenmalerei insgesamt. Die gedämpfte Farbpalette könnte darauf hinweisen, dass dieses Werk um 1630 entstanden ist.
Foppens van Es arbeitete gelegentlich an Girlandenbildern, bei denen die Staffage von anderen Künstlern gemalt wurde. Girlandenbilder sind eine spezielle Art von Stillleben, die in Antwerpen von Jan Brueghel d. Ä. und Hendrik van Balen der Ältere im Auftrag des italienischen Kardinal Federico Borromeo zu Beginn des 17. Jahrhunderts. Andere Künstler, die an der frühen Entwicklung des Genres beteiligt waren, waren Andries Daniels, Peter Paul Rubens und Daniel Seghers.